# Sumbawa (cheval)
Pour les articles homonymes, voir Sumbawa.
Vous lisez un « article de qualité » labellisé en 2016.
Le Sumbawa (en indonésien kuda-Sumbawa, soit « cheval de Sumbawa ») est une race de poney originaire de l'île de Sumbawa, en Indonésie. Élevé pour un export florissant pendant toute son histoire, la destruction des forêts locales pour fournir ses terrains de pâture entraîne des effets néfastes sur la faune endémique de l'île de Sumbawa. Ce poney est exporté sur l'île de Java et dans le sud de Célèbes au XVIe siècle. La compagnie néerlandaise des Indes orientales introduit des poneys de Sumbawa en Afrique du Sud au XVIIe siècle.
Très proche du poney de Sumba, ou Sandalwood, le Sumbawa est souvent confondu avec ce dernier. Il mesure environ 1,20 m et porte généralement une robe baie avec des caractères primitifs dus au gène Dun. Deux variétés existent, l'une est historiquement élevée près de Tambora, l'autre près de Bima. Ces poneys servent encore pour tous les travaux de la vie quotidienne, notamment au transport attelé et pour l'agriculture. Ils sont montés en course par de jeunes enfants, une tradition locale très populaire sur l'île de Sumbawa. Les juments sont traites pour leur lait, réputé pour soigner le cancer et les maladies de peau. Bien qu'essentiellement locaux, les poneys de Sumbawa restent très nombreux. L'Indonésie compte plus de 75 000 de ces animaux en 2010.

## Dénomination
« Sumbawa », ou en indonésien « kuda-Sumbawa », est le nom international de la race d'après la FAO. Ce poney est également connu sous le nom néerlandais de Soembawa.

## Histoire
Les chevaux d'Asie du Sud-Est sont méconnus. Ils font l'objet de peu d'études. Le prisme européen, avec sa recherche d'exotisme, a influencé la vision de l'histoire du cheval. De plus, l'île de Sumbawa n'a attiré que peu d'intérêt international. Une grande partie de ses archives écrites est irrémédiablement détruite. Il faut attendre les recherches de Peter Boomgaard, publiées en 2004, pour obtenir de premières analyses précises. Le commerce de chevaux depuis Sumbawa a toujours été florissant, malgré une rude concurrence avec les éleveurs de Sumba, qui exportent le poney Sandalwood. Il y a aussi une concurrence des éleveurs du Timor et de Savu. L'île de Sumbawa est très connue pour ses chevaux, qui font partie de ses principaux produits d'exportation. Les sultans de Bima et du Sumbawa occidental sont réputés pour posséder de nombreux chevaux.

### Origine
Proches des poneys des îles de Sumba, ceux de Sumbawa sont présumés descendre principalement de chevaux mongols, ou de chevaux arabes importés avant 1512. Leur élevage perdure pendant de nombreuses générations dans l'Ouest des Petites îles de la Sonde. Bien que l'origine arabe soit souvent invoquée dans les documents anciens (notamment néerlandais), rien ne prouve une telle ascendance chez les chevaux indonésiens. L'ascendance chinoise est également évoquée. Il semble que la sélection naturelle ait joué un rôle important dans la caractérisation de la race, seuls les animaux capables de résister à la sécheresse survivent et donnent une descendance.
Il est difficile de savoir quand exactement a pu débuter l'élevage de chevaux sur l'île de Sumbawa. Les premières sources écrites connues sont les chroniques des explorateurs et des colons européens, qui mentionnent déjà la présence de ces animaux. Le cheval n'étant pas autochtone sur l'île, il est possible que son introduction soit due aux Javanais de l'empire Majapahit, pendant leurs conquêtes du XIVe siècle,,.

### DuXVIesiècleauXVIIIesiècle
Au début du XVIe siècle, la présence de chevaux sur Sumbawa est certaine, ils y sont le principal produit d'export avec le bois. Les îles de Bali, Lombok et Sumbawa fournissent Java en chevaux, le sud de Célèbes est également demandeur. La littérature est prolifique concernant ces exportations depuis Sumbawa. Il semble que des chevaux voyagent beaucoup entre les différentes îles, plus fréquemment du Nord-Ouest de l'Indonésie vers le Sud-Est, pour finalement arriver dans le Timor oriental, d'où la grande ressemblance entre toutes les « races » indonésiennes. L'élevage du cheval a des conséquences écologiques majeures sur l'île de Sumbawa, qui accueille une faune endémique riche. Au moins depuis le XVIe siècle, l'extension des zones de pâturage pour les chevaux s'effectue au détriment de la forêt locale. De plus, l'économie est basée sur l'agriculture, la culture du maïs et du tabac complétant l'élevage équin. En 1674, Sumbawa entame des relations commerciales avec la compagnie néerlandaise des Indes orientales, mais il semble que des échanges de chevaux existent déjà entre les deux parties avant cette date, quatre poneys présumés Sumbawa ayant été exportés vers Le Cap en 1653. Des relations régulières sont établies afin de fournir Le Cap. Les animaux, décrits comme des « poneys d'Asie du Sud-Est », sont critiqués par certains importateurs Néerlandais car « trop petits et trop légers ».

### DuXIXesiècleauXXIesiècle
Le poney de Sumbawa jouit d'une excellente réputation, étant cité comme le plus remarquable cheval d'Indonésie, avec sa morphologie proche du cheval arabe. The Singapore Chronicle (1825) distingue deux races sur cette île : le cheval de Tambora et celui de Bima. La variété de Tambora est anéantie avec les habitants locaux à cause de l'éruption de 1815, qui a des conséquences dramatiques pour toute l'île. Le commerce de chevaux ne redémarre que vers 1830. En 1847, le naturaliste suisse Heinrich Zollinger passe trois mois sur Sumbawa et signale le cheval local comme étant « le principal animal domestique de cette île » et la meilleure race domestique de tout l'archipel. Le cheval est surtout présent à Bima, et dans le Sumbawa occidental. Cette description est reprise par Charles Darwin dans le premier volume de De la variation des animaux et des plantes à l'état domestique. En 1888, Edmond Cotteau écrit lui aussi que « les poneys de Sumbawa passent pour les meilleurs de l'archipel », ajoutant qu'on « les exporte en grand nombre à Java ».
Dans les années 1930, la densité de poneys sur l'île atteint les six animaux par km². À la même époque, les îles de la Sonde sont touchées par une épidémie de morve. En juin et juillet 1939, les vétérinaires néerlandais procèdent à des tests et les autorités font abattre 223 animaux sur les 6 721 testés dans le kabupaten de Bima, pour éviter une propagation de l'épidémie. La motorisation commence à remplacer les poneys dès le début du XXe siècle, ralentissant peu à peu les exportations, faute de demandes. Dans les années 1980, le poney reste toutefois l'un des principaux moyens de transport à Sumbawa.

## Description

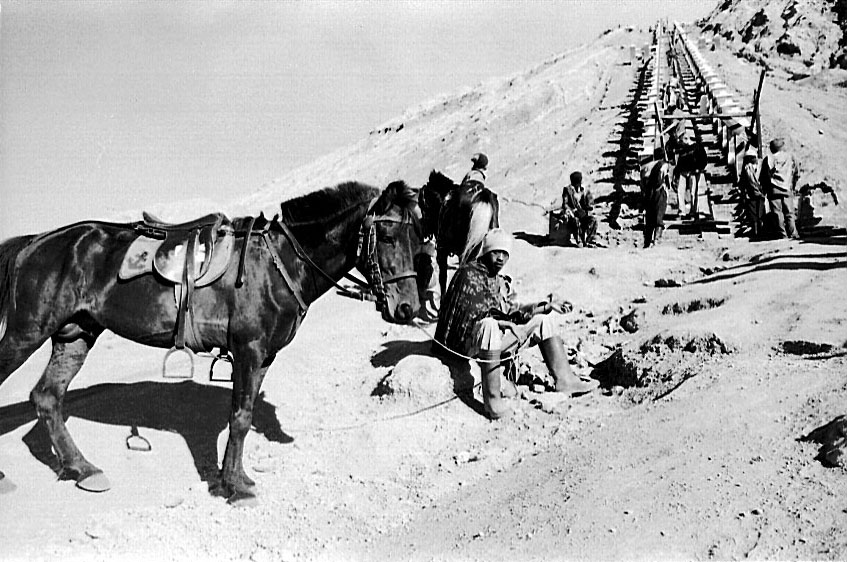
Poneys Sumbawa sur un chantier de construction de marches au début du XXe siècle.

Le climat équatorial de l'île est présumé avoir fait diminuer la taille de ces chevaux, qui se révèlent finalement similaires aux autres poneys d'Asie du Sud-Est. Les Sumbawa appartiennent au groupe des poneys d'Indonésie. La taille est généralement inférieure à 1,22 m, soit environ 1,20 m en moyenne.
La morphologie du poney de Sumba est proche de celle du poney de Sumbawa. De type primitif, ils présentent une tête lourde au profil rectiligne, et des yeux en forme d'amande. L'encolure est courte et large, surmontée d'une crinière épaisse. Le garrot est assez plat. Le dos est long, équilibré et plat, le corps est mince et l'animal agile. La croupe est inclinée, le passage de sangle assez profond, et l'épaule droite. Ce poney dispose de jambes fines mais très solides, de même que pour les pieds.

### Robe
Ils sont habituellement de robe Dun, présentant des marques primitives telles qu'une raie de mulet, et des crins noirs. Les robes classiques sont le bai et le bai dun avec raie de mulet et extrémités noires. On trouve aussi du gris, occasionnellement de l'alezan, mais jamais de pie.

### Tempérament et entretien
Comme le Sumba, ce poney est calme, docile et obéissant,. Le Sumbawa est extrêmement robuste et fort. Dans les publications à son sujet, le poney de Sumbawa est souvent loué pour son endurance, sa résistance et sa vigueur.

### Variété
La base de données DAD-IS de la FAO compte le Bima comme une race séparée, avec ses propres effectifs distincts, signalant toutefois qu'il s'agit d'une variété du poney de Sumbawa. Le dictionnaire de CAB International (ed. 2002) signale clairement que le Bima, ou Bimanese, n'est qu'une variété du Sumbawa.

## Utilisations

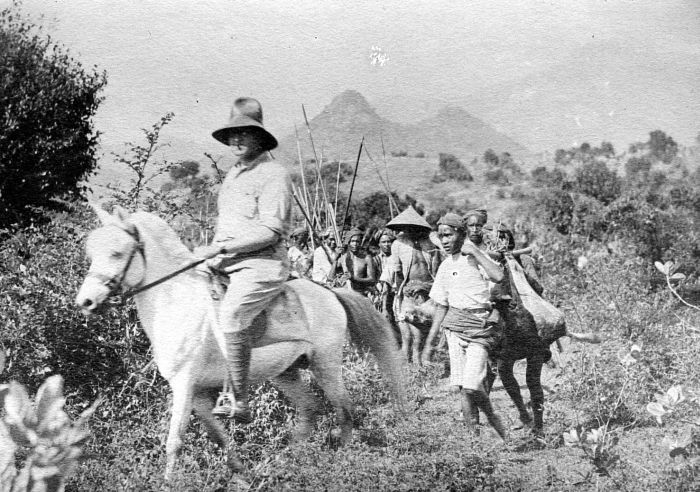
Procession de chasse sur l'île de Sumbawa.

La FAO ne signale pas quelle est l'utilisation principale de la race, mais la variété de Bima sert principalement de monture aux cavaliers agricoles. Ces animaux restent des moyens de transport courants (2011),, en particulier attelés devant les petits véhicules hippomobiles locaux, nommés cidomo. Ils servent également aux travaux des champs. Les poneys de Sumbawa ont influencé le cheptel équin de l'Afrique du Sud, notamment après l'établissement des Hollandais dans la ville du Cap en 1652. Occasionnellement, leur viande est consommée par les éleveurs locaux.

### Courses
Des courses de chevaux avec paris (Pacuan Kuda ou Maren Jaran) sont régulièrement organisées sur l'île, et voient concourir des enfants avec leurs poneys d'environ 1,20 m. La taille des poneys ne leur permet pas d'être montés par des adultes, le poids du cavalier entrant pour beaucoup en compte dans le résultat. Les enfants de Sumbawa apprennent à monter en course dès l'âge de 5 ans et leur carrière peut durer jusqu'à l'âge de 12 ans. Les courses d'enfants sur poney sont considérées comme une tradition, elles génèrent un fort profit via les paris. La carrière d'un enfant jockey se révèle courte et très dangereuse, les décès par chute n'étant pas rares.

### Lait
Les juments de Sumbawa sont traites pour leur lait : 30 juments laitières remplissent 60 à 80 bouteilles par jour.
La première étude consacrée au lait de jument en Indonésie a été menée sur des juments de race Sumbawa en 2004. Portant sur la composition du lait, elle est publiée dans une revue de recherche indonésienne. Elle conclut à une forte activité antimicrobienne (la plus forte parmi les neuf races équines et bovines testées), qui semble propre au poney de Sumbawa, puisqu'on ne la retrouve pas chez les juments métisses issues d'un père Pur-sang. Cette composition antimicrobienne est cependant proche de celle du lait des juments de Sumba. Une autre analyse, publiée en 2013, a porté sur la conservation de ce lait à température ambiante sous sa forme non-pasteurisée après la traite, révélant qu'il peut être consommé jusqu'à cinq jours après la collecte. Cependant, il est fortement conseillé de le consommer au plus tard après deux jours s'il est conservé à température ambiante, car la qualité du lait diminue fortement après le deuxième jour. En 2012, des analyses ont porté sur l'isolement des exopolysaccharides (EPS) issus des lactobacilles, à partir de lait de jument Sumbawa, afin de déterminer son potentiel comme prébiotiques pour moduler la croissance du bifidobacterium.
L'étude menée en 2004 sert de justification à la vente du lait de juments Sumbawa, qualifiées de juments sauvages, comme remède contre le cancer de l'estomac, à des prix assez élevés. À cause du risque de fraudes et de vente de lait de juments domestiques ou d'une autre race, le kabupaten de Dompu a désigné les villages de Saneo (district de Woja) et Taropo (district de Kilo) comme uniques producteurs du lait de juments sauvages. D'après une autre étude indonésienne publiée en 2014, ce lait de juments sauvages de Sumbawa (Susu Kuda Sumbawa, en indonésien) serait très efficace pour le soin antibactérien de certaines maladies de la peau, telles que l'acné.

## Diffusion de l'élevage
Ces poneys se trouvent en premier lieu sur l'île de Sumbawa, située dans l'Ouest des petites îles de la Sonde. Depuis les années 1980, les éleveurs de poneys recourent à un système de rotation de pâturage en envoyant les équidés et le bétail d'Empang et de Terano sur une petite île voisine du nom de Pulau Rakit. L'accroissement constant du nombre d'animaux risque de poser des problèmes de surpâturage à terme.
Ces poneys existent dans d'autres îles de l'Indonésie, notamment Sumba, Java, Sumatra et le Timor oriental. Le gouvernement local autorise les habitants à laisser pâturer librement les chevaux dans une vaste zone située sur les versants du Tambora. La FAO répertorie 75 000 de ces poneys selon un comptage assez précis réalisé en 1997. Un autre, réalisé en 2010, en dénombre 77 837, avec une tendance à l'augmentation. Le comptage de la variété Bima sur la base de données DAD-IS fait état de 140 000 poneys en 1997, avec une tendance à la stabilité.
Le Sumbawa est répertorié dans l'étude de l'université d'Uppsala (2010) comme une race locale asiatique, qui n'est pas menacée d'extinction. D'après l'évaluation de la FAO réalisée en 2007, la race « kuda-Sumbawa » est « non menacée ».
Le gouvernement indonésien a édité une série de timbres figurant (entre autres) la race Sumbawa, à l'occasion de l'année chinoise du cheval en 2014.